# María Begoña Yarza
María Begoña Yarza Sáez (Rengo, 20 de febrero de 1964) es una médica cirujana especialista en pediatría y política chilena. Entre marzo y septiembre de 2022, se desempeñó como ministra de Salud de su país bajo el gobierno del presidente Gabriel Boric.

## Biografía

### Familia
Nació en Rengo, el 20 de febrero de 1964; siendo la menor de tres hermanos del matrimonio formado por Ruth Adriana Sáez Parada y Simón Segundo Yarza Celis, más conocido como el "Monto" Yarza, folclorista y político militante socialista que fungió como regidor y alcalde de la comuna de Rengo. Vivió en dicha comuna hasta 1974, año en que debido a la dictadura militar su familia partió al exilio, primero a Argentina y luego a Cuba. Regresó a su país natal en 1988.

### Formación
Realizó sus estudios primarios y secundarios en Cuba; en la Escuela Secundaria Básica Alamar, y los superiores en la carrera de medicina de la Universidad de La Habana, finalmente se tituló de médica cirujana, revalidado por la Universidad de Chile en 1990. Luego, cursó un diplomado en gerencia pública de la Universidad Adolfo Ibáñez y un magíster en salud pública en la Universidad Pompeu Fabra (España) en 2004.

### Trayectoria profesional
Entre julio de 2004 y agosto de 2008 ejerció como subdirectora médica del Hospital San Borja Arriarán, y entre 2008 y 2009 se desempeñó como encargada de la Unidad de Procesos Asistenciales en el Departamento de Hospitales del Ministerio de Salud. De la misma manera, entre julio de 2009 y julio de 2018 se desempeñó como directora del Hospital Dr. Exequiel González Cortés y directora del Servicio de Salud Metropolitano Sur entre 2010 y 2011. Paralelamente, fue directora del comité académico de la Sociedad Chilena de Calidad Asistencial desde el 2016 y directora de calidad y gestión clínica de la Clínica Santa María.
Por otro lado, desde 1996 hasta 2009, ejerció como académica de la Facultad de Medicina de la Universidad de Chile, y desde 2009 ejerce como académica de la Facultad de Medicina de la Universidad Diego Portales. Ha sido una activa colaboradora del Colegio Médico de Chile (Colmed), desempeñándose en el Departamento del Trabajo de ese gremio. En 2017, el Colmed le otorgó el Premio a la Trayectoria Profesional.
Es miembro de la Comisión Nacional de Productividad (CNP) del Ministerio de Economía, Fomento y Turismo, donde ha sido asesora en los informes de productividad de pabellones.

## Trayectoria política
Militó en el Partido Socialista de Chile (PS) hasta enero de 2022. En febrero de ese mismo año, y en condición de independiente, fue designada por el entonces presidente electo Gabriel Boric, como titular del Ministerio de Salud, función que asumió el 11 de marzo de dicho año, con el inicio formal de la administración. Al asumir, dio cuenta que su gestión se enfocaría en la reforma de salud comprometida en el programa de Gobierno, pero que se esperaría hasta el resultado del plebiscito constitucional, centrándose hasta entonces en el control de la pandemia de COVID-19, la reactivación de la red asistencial y medidas administrativas para avanzar hacia la reforma, como la universalización de la atención primaria de salud.
Durante su gestión como Ministra de Salud, se planificó e implementó el "Copago Cero", política pública que otorgó gratuidad universal para la atención en la red pública de salud, la cual se transformó en una de las principales políticas del Gobierno del Presidente Boric, beneficiando a septiembre de 2024 (dos años de implementación) a 1.6 millones de personas, con un ahorro 238 mil millones de pesos para las familias chilenas. El Copago Cero fue destacado por la Ministra Vocera de Gobierno, Camila Vallejo, como uno de los principales legados del Gobierno del Presidente Boric, y por el mismo Presidente en la 78° Asamblea General de la ONU en 2023, quien la calificó como una política clave para bajar el gasto de bolsillo per cápita y alcanzar la Cobertura Universal de Salud.
De igual forma, tras el anuncio del Presidente Boric en su primera cuenta pública, de un plan de resolución de listas de espera quirúrgicas que contemplaba la puesta en marcha de los Centros Regionales de Resolución (CRR) para cirugía mayor ambulatoria (CMA), a contar de junio de 2022, Yarza implementó esta novedosa estrategia para ampliar progresivamente la oferta de CMA en la red pública, reorientando la utilización de pabellones ya existentes y en desuso hacia la CMA, a través de un modelo de gestión de alta resolutividad, basado en las recomendaciones de la Comisión Nacional de Productividad. de las cuales también había sido una de las autoras Así, durante la gestión de la Ministra Yarza en 2022, la estrategia CRR fue implementada en 4 hospitales del país, siendo continuada luego por su sucesora, la Ministra Ximena Aguilera, sumando 3 nuevos centros durante 2023 y 16 durante el transcurso de 2024, logrando un aumento en la productividad quirúrgica de dichos pabellones de un 47% con una reducción de un 42% en el uso de recursos.
Junto a esto, inició la planificación y ejecución de la "Universalización de la Atención Primaria (APS)", conformando en julio de 2022 el Consejo Asesor, integrado por exministros de salud de gobiernos de centro izquierda y derecha, académicos y organizaciones sociales y de la sociedad civil; junto a una Comisión técnica en el Ministerio de Salud, lo que fue considerado por la prensa de la época como "el paso clave para pasar a un sistema universal de salud en Chile". Consecuentemente, la "APS universal" fue caracterizada por la Ministra Yarza como "el corazón de la reforma de Salud", lema que también fue adoptado por su sucesora, la Ministra de Salud, Ximena Aguilera, quien dio continuidad a la política pública. Yarza logró desde un inicio el apoyo transversal de los sectores políticos en Chile, al buscar implementar la medida como política de Estado  además del respaldo de la Organización Mundial de la Salud, que envió una delegación técnica de alto nivel a Chile para apoyar la universalización. La APS universal fue destacada por el presidente Boric en la 78.º Asamblea General de la ONU en 2023, como una de las medidas con las que su gobierno buscaba alcanzar la cobertura universal de salud.
El 6 de septiembre de 2022, con ocasión del primer cambio de gabinete del Gobierno del Presidente Gabriel Boric ejecutado tras el rechazo del proyecto constitucional en el plebiscito del 4 de septiembre de 2022, dejó el cargo de Ministra de Salud, siendo sucedida por la médica epidemióloga Ximena Aguilera.